# Horace Hutchinson
Horatio Gordon « Horace » Hutchinson,  né le 16 mai 1859 à Londres et mort le 27 juillet 1932 dans la même ville, est un golfeur amateur anglais qui a joué à la fin du XIXe siècle et au début du XXe et a publié de nombreux ouvrages sur le golf.

## Biographie

### Enfance et formation
Hutchinson, né le 16 mai 1859 à Londres, était le troisième fils du général William Nelson Hutchinson (1803-1895) et de Mary Russel,.
Il a commencé sa carrière de golfeur très jeune au Royal North Devon Golf Club, également connu sous le nom de Westward Ho! - un parcours fondé en 1864 et conçu par Old Tom Morris. À l'âge de 16 ans, il a remporté le titre de champion du club. Il fréquenta le Corpus Christi College de l’Université d’Oxford de 1878 à 1871, où il était joueur de cricket , et où il fit immédiatement une impression en jouant numéro un dans l’équipe de golf de l’Université d’Oxford, et en la conduisant à la victoire sur leur rival Cambridge dans l'University Golf Match (en).
Pendant ses années à Oxford, il passait ses vacances dans sa maison à jouer au « Royal North Devon course », accompagné d'un jeune caddie orphelin qui travaillait comme domestique dans la famille Hutchinson. Le jeune garçon s'appelait John Henry Taylor. Les futurs exploits de Taylor dans le golf, notamment la victoire de cinq Open Championships, deviendront légendaires.
Hutchinson était un joueur de billard passionné et aimait faire de l'aviron, pratiquer le tir et la pêche à la ligne. Diplômé d'Oxford BA avec les honneurs de troisième classe en littératures humaines (1881), il entra dans l'Inner Temple dans le but de lire pour le barreau, mais sa santé, toujours fragile, s'aggrava temporairement. En 1890, il envisagea de devenir sculpteur et étudia brièvement  auprès de GF Watts.

### Vie de famille
Il épouse, en 1893, Dorothy Margaret Barclay Chapman, fille du major Frederick Barclay Chapman du 14e régiment royal de cavalerie de hussards (en), ils n'auront pas de descendance.

### Parcours sportif

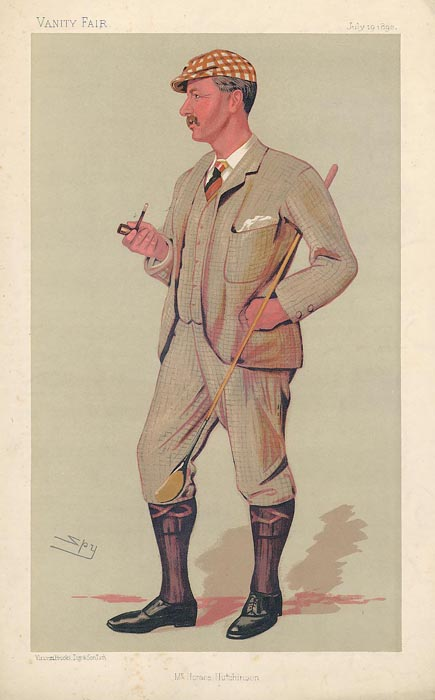
Caricature de Hutchinson (1890) de Leslie Ward, du magazine Vanity Fair

Les principales réalisations de Hutchinson dans le golf sont ses deux victoires aux championnats amateurs de 1886 et 1887. Il est devenu le premier joueur à défendre avec succès le titre en battant le parcours du grand John Ball au Royal Liverpool Golf Club à Hoylake.
Il termine trois fois parmi les 10 premiers de l'open britannique, son meilleur résultat étant la sixième place à l'Open Championship de 1890.
Il remporte les championnats amateurs 1886 et 1887. Premier capitaine anglais du club R & A au St Andrews Golf Club, en Écosse, il a également écrit plusieurs ouvrages sur le golf et sur d'autres sports.
Hutchinson était un étudiant passionné - et plus tard un enseignant - de la mécanique du swing au golf. Il décida donc de mettre par écrit ses suggestions sur les méthodes de jeu. Il a notamment déclaré : « Le grand secret de tous les coups joués est de faire voyager le club aussi longtemps que possible dans la direction dans laquelle vous voulez que la balle aille ». Il a ainsi écrit plusieurs ouvrages sur le golf et sur d'autres sports.
Il a été le premier capitaine anglais du club R & A au St Andrews Golf Club, en Écosse.
Il fait des apparitions en équipe d'Angleterre amateur contre l'Écosse : 1902, 1903 (gagnants), 1904, 1906, 1907, 1909.

### Parcours professionnel
À partir de 1910, directeur local de la succursale du West End, puis devenu son président, Hutchinson a été élu membre du tribunal d’administration de la Royal Exchange Assurance Corporation (en) en mai 1919. À la suite du décès de Hutchinson en 1932, le président de Royal Exchange commença son discours en faisant part de ses regrets les plus profonds : « Il avait toujours à cœur les intérêts de la Société et le charme de sa personnalité le faisait apprécier par ses collègues et par tous ceux avec qui il était entré en contact. Il nous manque beaucoup à tous ».
En 1905, avec son ami golfeur HCB Underdown, il devint l'un des deux premiers administrateurs de Commercial Cars Limited (Commer), que les deux hommes fondèrent pour fabriquer des véhicules utilitaires Commer. Leur projet visait à capitaliser sur une boîte à de vitesse à engrenages prometteuse inventée pour les véhicules lourds.

### Le dessinateur de parcours de golf
Lors de la création du golf de Paris-Plage au Touquet-Paris-Plage, en 1904, il dessine le premier parcours, celui de « La Forêt », au cœur de la pinède (18 trous, 5 774 m, PAR71).

### Mort
Bien qu'il ait vécu jusqu'à l'âge de 73 ans, Hutchinson a souffert de problèmes de santé pendant la plus grande partie de sa vie et a été frappé d'incapacité lourde par une maladie grave au cours des dix-huit dernières années.
Avant 1920, il a quitté sa maison du Sussex, Bergers Gate, Coleman's Hatch dans le Royal Ashdown Golf Club de Forest Row et a déménagé au 29, Lennox Gardens, Chelsea, Londres. Dix-huit ans après qu'il ne puisse plus jouer au golf, il s'y est suicidé le 27 juillet 1932. Son épouse lui a survécu. Selon son testament de 1932, son patrimoine au décès s'élevait à 26 337 £.

## Hommage
Mike Stevens, professionnel américain de l'enseignement du golf, a déclaré à propos de Hutchinson : « Dans mon esprit, il ne fait aucun doute que Horace Hutchinson était un professeur extraordinaire et qu'il était clairement le père de l'enseignement du golf ».

## Publications
- Conseils sur le jeu de golf (1886) [8]
- La bibliothèque de sport et de loisirs de badminton - Golf (1890) [17]
- Le pèlerin de golf sur de nombreux liens (1897) [18]
- Le livre du golf et des golfeurs (1899) [19]
- Un ami de Nelson (1902)
- Bert Edward, le caddy de golf (1903)
- The New Book of Golf (1912) - avec les contributions de May Hezlet, et al.[20]
- La vie de sir John Lubbock, Lord Avebury (1914) [21]
- Le huit de diamants: l'histoire du week-end (1914)
- Cinquante ans de golf (1919) [11]

## Pour approfondir